# Federação Internacional de Esgrima
A Federação Internacional de Esgrima (em inglês:  International Fencing Federation, em francês:  Fédération Internationale d'Escrime, FIE) é o órgão internacional que rege a prática da esgrima olímpica.
Fundada em Paris, na França, em 29 de novembro de 1913, a entidade é uma sucessora da Société d'encouragement de l'escrime, uma organização que participou do movimento global de estruturação do esporte.
A FIE promove a realização das principais competições do escalão sénior, incluindo o Campeonato Mundial e a Copa do Mundo. Ela também auxilia o Comité Olímpico Internacional (COI) nos eventos do esporte nos Jogos Olímpicos. No entanto, a quantidade de eventos resultou em discordâncias entre os órgãos desde a introdução do sabre feminino no Campeonato Mundial de 1999. Por outro lado, O COI se recusa a aumentar o número de medalhas olímpicas alocadas à esgrima.